# Tấn Vân
Tấn Vân (tiếng Trung: 縉雲縣, Hán Việt: Tấn Vân huyện) là một huyện thuộc địa cấp thị Lệ Thủy, tỉnh Chiết Giang, Cộng hòa Nhân dân Trung Hoa. Huyện này có diện tích 1482 km2, dân số 440.000 người. Mã số bưu chính là 321400, mã khu vực là 0578. Huyện lỵ huyện này đóng ở số 38 đường Hoàng Long, trấn Ngũ Vân. Huyện Tấn Vân có các đơn vị hành chính trực thuộc gồm 9 trấn, 15 hương, 6 xã khu, 6 khu dân cư, 642 thôn hành chính.